# ハミルトン級カッター
ハミルトン級カッター（ハミルトンきゅうカッター、英語: Hamilton-class cutter）は、アメリカ沿岸警備隊の長距離カッター（High endurance cutter, WHEC）の艦級。
1960年代後半から1970年代前半にかけて就役した大型の哨戒艦であり、法執行任務、防衛任務、そして長距離捜索救難任務などを担当している。同型船は12隻。アメリカ沿岸警備隊では2021年までに運用を終了し、バーソルフ級と交代しているが、退役船の多くは各国の海軍・沿岸警備隊で再就役している。

## 設計
船体は鋼製の溶接構造、上部構造はアルミニウム合金製とされている。船首形状はクリッパー・バウとされた。なお、気象学・海洋学のための研究室が設置されている。
本級は、アメリカ軍の軍艦として初めてガスタービン主機関を搭載しており、海軍のスプルーアンス級駆逐艦が就役するまでは、アメリカ軍としては最大のガスタービン主機搭載艦でもあった。主機関はCODOG方式とされており、巡航機としてフェアバンクス・モース社製38TD8-1/8-12ディーゼルエンジン、高速機としてプラット・アンド・ホイットニー社製FT4A-6ガスタービンエンジンを搭載し、減速機を介して2軸の可変ピッチ・プロペラを駆動する。また精密な操艦が求められる場合に備えて、艦首に隠顕式サイドスラスターも装備している。

## 装備
新造当初、レーダーとしては、対空捜索用のAN/SPS-29Dと対水上捜索用のAN/SPS-51を備えており、また艦砲は38口径5インチ単装砲をMk.56 砲射撃指揮装置（GFCS）と組み合わせて搭載した。ソナーとしては、海軍のAN/SQS-35可変深度ソナーを船底装備式に改めたAN/SQS-36を搭載し、後に改良型のAN/SQS-38に更新した。対潜兵器としては、当初は初期建造船のみヘッジホッグ対潜迫撃砲を備えていたが、1970年よりこれは撤去され、全船がMk.32 mod.7 3連装短魚雷発射管とこのためのMk.309水中攻撃指揮装置を順次に搭載していった。
本級は、アメリカ沿岸警備隊の長距離カッターとしては初めて、建造当初よりヘリコプターを搭載するように設計されている。小型の艦でヘリコプターを運用する必要上、ヘリコプター甲板は艦の中央部に設けられており、長さ26.82メートル×幅12.2メートルを確保した。またその直前、2本の煙突の間に設けられた格納庫にはHH-52A救難ヘリコプターを収容できた。その後、格納庫は閉鎖されたが、ヘリコプター甲板は維持された。
その後、1985年から1992年にかけて、本級はアメリカ本土防衛の重要な戦力として装備を強化するFRAM（延命・近代化改修）を受けた。JMCISをもとにした戦術情報処理装置としてSSCS-378が搭載されたが、これはMX-512端末によりリンク 11を運用でき、海軍戦術情報システム（NTDS）に加入することができる。またAN/WSC-3衛星通信装置も搭載された。主砲およびGFCSは、海軍のオリバー・ハザード・ペリー級ミサイルフリゲートと同じ、62口径3インチ単装砲（Mk.75）およびMk.92に変更されたほか、対空レーダーはAN/SPS-40に換装され、Mk.15 20mmCIWS 1基を追加搭載するなど、防空力は大幅に増強された。ただし、電波探知装置（ESM）をAN/SLQ-32に更新する計画は実現せず、6隻がAN/WLR-1H(V)7へのアップデート改修を受けるに留まった。
この際に、入れ子式の部分を追加してハンガーも復活しており、ここには救難用のHH-65 ドルフィンまたはHH-60J ジェイホークが搭載されたほか、有事にはSH-2 シースプライトLAMPS Mk.Iヘリコプターの搭載も想定されており、これに対応するためソノブイ情報伝送用のデータ・リンクおよびAN/SQR-17A(V)1ソノブイ信号処理装置も装備した。しかし冷戦終結を受けて、1992年7月、LAMPS用装備やソナー、対潜兵器などの対潜戦装備を全て撤去する決定が下された。
また全船にハープーン艦対艦ミサイルの運用能力が与えられ、1990年1月16日には、3番船の「メロン」（WHEC-717）において初の実射が行われた。ただし実際にミサイルを搭載したのは5隻のみであり、これらも2001年までに撤去されたが、運用能力は維持されているものとされている。

## 兵装・電装要目
|          | 新規建造時                             | FRAM改修後                                  |
| -------- | -------------------------------------- | ------------------------------------------- |
| 兵装     | 38口径127mm単装砲×1基                  | 62口径76mm単装速射砲×1基                    |
| 兵装     | 70口径20mm単装機銃×2基                 | Mk.38 25mm単装機銃×2基                      |
| 兵装     | 70口径20mm単装機銃×2基                 | Mk.15 20mmCIWS×1基                          |
| 兵装     | M2 12.7mm単装機銃×4基                  |                                             |
| 兵装     | －                                     | ハープーンSSM 4連装発射筒×2基 ※後に撤去     |
| 兵装     | ヘッジホッグ対潜迫撃砲                 | Mk.32 3連装短魚雷発射管×2基 ※後に撤去       |
| 艦載機   | HH-52A シーガード 救難ヘリコプター×1機 | HH-65 ドルフィン or HH-60J ジェイホーク×1機 |
| レーダー | AN/SPS-29D 対空捜索用                  | AN/SPS-40B 対空捜索用                       |
| レーダー | AN/SPS-51 対水上捜索用                 | AN/SPS-73 対水上捜索用                      |
| ソナー   | AN/SQS-36 艦底装備式                   | AN/SQS-38 艦底装備式 ※1990年代後半に撤去    |
| GFCS     | Mk.56                                  | Mk.92 mod.1                                 |
| 電子戦   | AN/WLR-1C 電波探知装置（ESM）          | AN/WLR-1H(V)5/7 電波探知装置（ESM）         |
| 電子戦   | －                                     | AN/WLR-3 レーダー警報受信機（RWR）          |
| 電子戦   | －                                     | Mk.137 6連装デコイ発射機×2基                |

## 同型艦

### 一覧表
| アメリカ沿岸警備隊 | アメリカ沿岸警備隊                                               | アメリカ沿岸警備隊 | アメリカ沿岸警備隊 | アメリカ沿岸警備隊                | アメリカ沿岸警備隊 | 退役/再就役後      | 退役/再就役後      | 退役/再就役後                                     |
| #                  | 艦名                                                             | 起工               | 就役               | 母港                              | 退役               | 再就役先           | #                  | 艦名                                              |
| ------------------ | ---------------------------------------------------------------- | ------------------ | ------------------ | --------------------------------- | ------------------ | ------------------ | ------------------ | ------------------------------------------------- |
| WHEC-715           | ハミルトン USCGC Hamilton                                        | 1965年 11月23日    | 1967年 2月20日     | カリフォルニア州 サンディエゴ     | 2011年 3月28日     | フィリピン海軍     | PS-15（元・FF-15） | グレゴリオ・デル・ピラール BRP Gregorio del Pilar |
| WHEC-718           | チェイス USCGC Chase                                             | 1966年 10月15日    | 1968年 3月1日      | カリフォルニア州 サンディエゴ     | 2011年 3月29日     | ナイジェリア海軍   | F-90               | サンダー NNS Thunder                              |
| WHEC-717           | メロン USCGC Mellon                                              | 1966年 7月25日     | 1967年 12月22日    | ワシントン州 シアトル             | 2020年 8月20日     | ベトナム海上警察   | CSB 8022           | CSB 8022                                          |
| WHEC-726           | ミジェット USCGC Midgett → ジョン・ミジェット USCGC John Midgett | 1971年 4月5日      | 1972年 3月17日     | ワシントン州 シアトル             | 2020年 8月14日     | ベトナム海上警察   | CSB 8021           | CSB 8021                                          |
| WHEC-719           | バウトウェル USCGC Boutwell                                      | 1966年 12月12日    | 1968年 6月14日     | カリフォルニア州 アラメダ         | 2016年 3月16日     | フィリピン海軍     | PS-17（元・FF-17） | アンドレス・ボニファシオ BRP Andrés Bonifacio     |
| WHEC-720           | シャーマン USCGC Sherman                                         | 1967年 2月13日     | 1968年 8月23日     | カリフォルニア州 アラメダ         | 2018年 3月29日     | スリランカ海軍     | P 626              | ガジャバフ SLNS Gajabahu                          |
| WHEC-722           | モーゲンソー USCGC Morgenthau                                    | 1967年 7月17日     | 1969年 2月14日     | カリフォルニア州 アラメダ         | 2017年 4月18日     | ベトナム海上警察   | CSB 8020           | CSB 8020                                          |
| WHEC-716           | ダラス USCGC Dallas                                              | 1966年 2月7日      | 1967年 10月1日     | サウスカロライナ州 チャールストン | 2012年 3月30日     | フィリピン海軍     | PS-16（元・FF-16） | ラモン・アルカラス BRP Ramon Alcaraz              |
| WHEC-721           | ギャラティン USCGC Gallatin                                      | 1967年 4月17日     | 1968年 12月20日    | サウスカロライナ州 チャールストン | 2014年 3月31日     | ナイジェリア海軍   | F-93               | オクパバナ NNS Okpabana                           |
| WHEC-723           | ラッシュ USCGC Rush                                              | 1967年 10月23日    | 1969年 7月3日      | ハワイ州 ホノルル                 | 2015年 2月3日      | バングラデシュ海軍 | F-29               | サムドラ・アヴィジャン BNS Somudra Avijan         |
| WHEC-725           | ジャーヴィス USCGC Jarvis                                        | 1970年 9月9日      | 1971年 12月30日    | ハワイ州 ホノルル                 | 2012年 10月2日     | バングラデシュ海軍 | F-28               | サムドロ・ジョイ BNS Somudro Joy                  |
| WHEC-724           | マンロー USCGC Munro → ダグラス・マンロー USCGC Douglas Munro    | 1970年 2月18日     | 1971年 9月10日     | アラスカ州 コディアック           | 2021年 4月24日     | スリランカ海軍     | P 627              | ウィジャヤバーフ SLNS Vijayabahu                  |

### 運用史
当初は36隻におよぶ大量建造が計画されていたが、実際に建造されたのは12隻に過ぎなかった。
基本的にアメリカ周辺海域での法執行任務や捜索救難任務にあたっているが、ベトナム戦争においてはアメリカ沿岸警備隊第3戦隊としてマーケット・タイム作戦に参加して沿岸での海上阻止行動を実施した。また、1990年代以降は、アメリカ海軍の戦力削減を受けて、空母戦闘群の護衛艦として加わるようになり、1996年のバルト海諸国海軍合同演習（BALTOPS 96）に「ギャラティン」が、さらには1999年には空母打撃群の一員として「ミジェット」が参加した。さらに近年では、海外においてアメリカ海軍艦船に対するテロを防ぐという任務も付与されており、海軍との合同作戦の頻度は増えている。
2008年8月20日、アメリカ国務省のウッド副報道官代理は、南オセチア紛争で被害を受けたグルジアへの人道復興支援のため、「ダラス」を始め、アメリカ海軍第6艦隊旗艦ブルー・リッジ級揚陸指揮艦「マウント・ホイットニー」及び同艦隊所属のイージス駆逐艦「マクファール」の3隻に人道支援物資を積載した上で黒海に派遣する事を発表した。
退役したカッターは他国の海軍艦艇として再就役したものがあり、2011年3月に退役した2隻はフィリピン海軍とナイジェリア海軍、2013年3月と10月の2隻はフィリピン海軍、バングラデシュ海軍と、それぞれの仕様に改修・改装が行われ、所属国のフリゲートとして再就役している。このうち、フィリピン海軍でデル・ピラール級哨戒艦として再就役した船は、南シナ海への海洋進出を強行する中国海軍に対抗するために、フィリピン海軍の「虎の子」として有事の際に活躍が想定される他、優美な外観から東南アジア周辺海域における多国籍共同演習において、各国の軍幹部を外交儀礼としての訪問を受ける際にホストシップとしても活用されている。
2021年6月10日には、退役した「ジョン・ミジェット」が供与先のベトナムで、新たに同国沿岸警備隊の警備船「CSB8021」として再就役したと発表された。

### 画像集

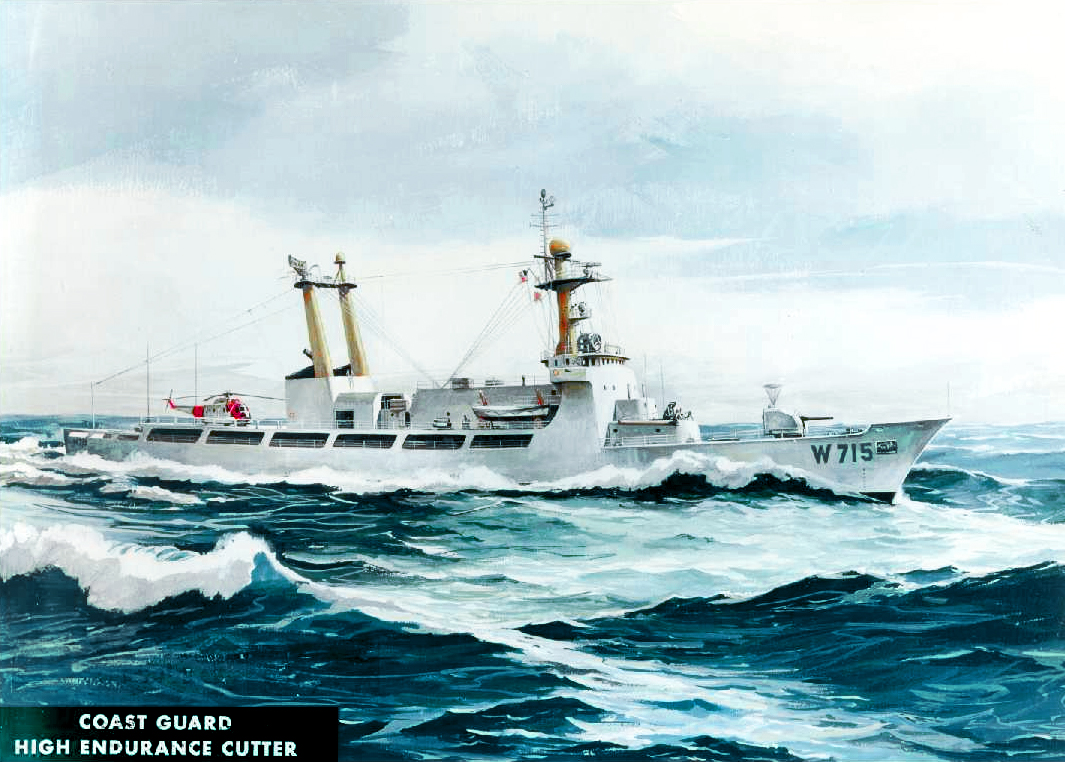
就役前のコンセプト図
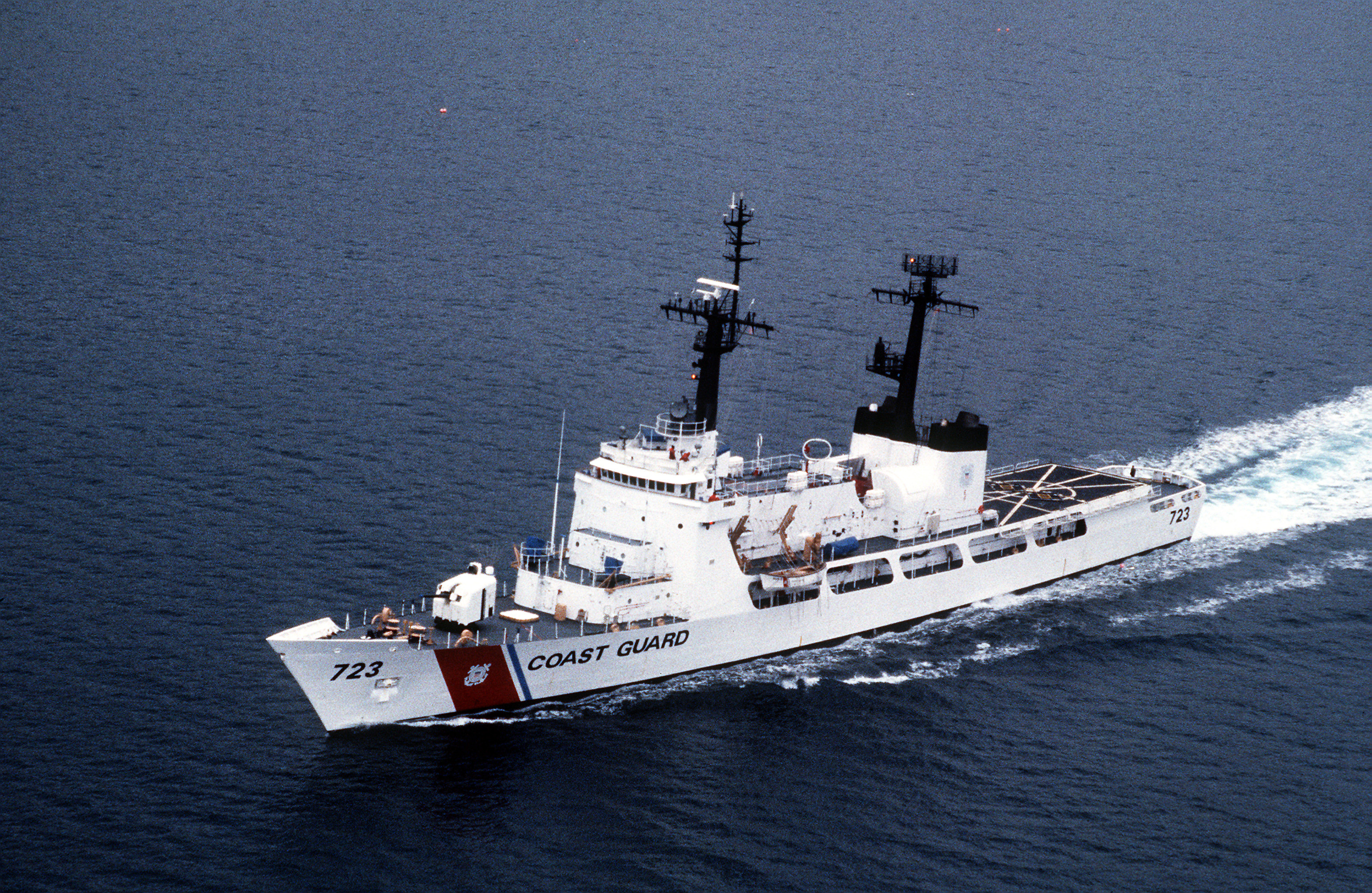
FRAM改修以前の艦様（「ラッシュ」）
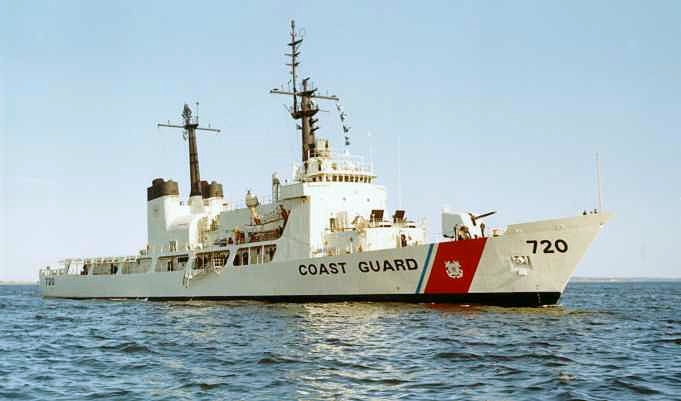
ベトナム戦争参加時の写真（「シャーマン」）
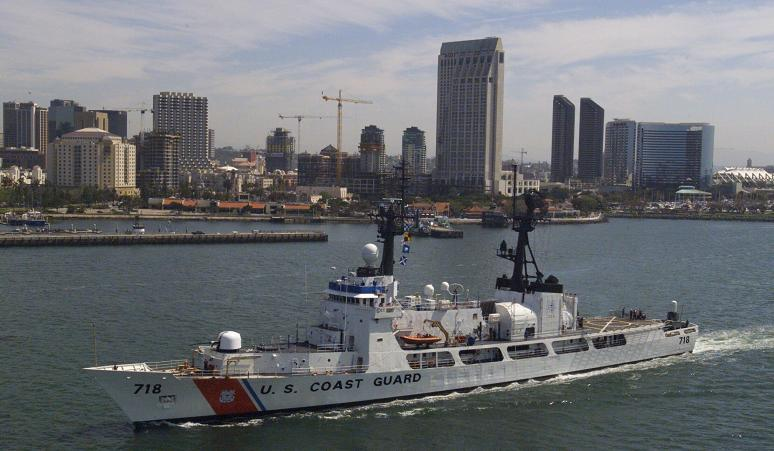
FRAM改修以後の艦様（「チェイス」）
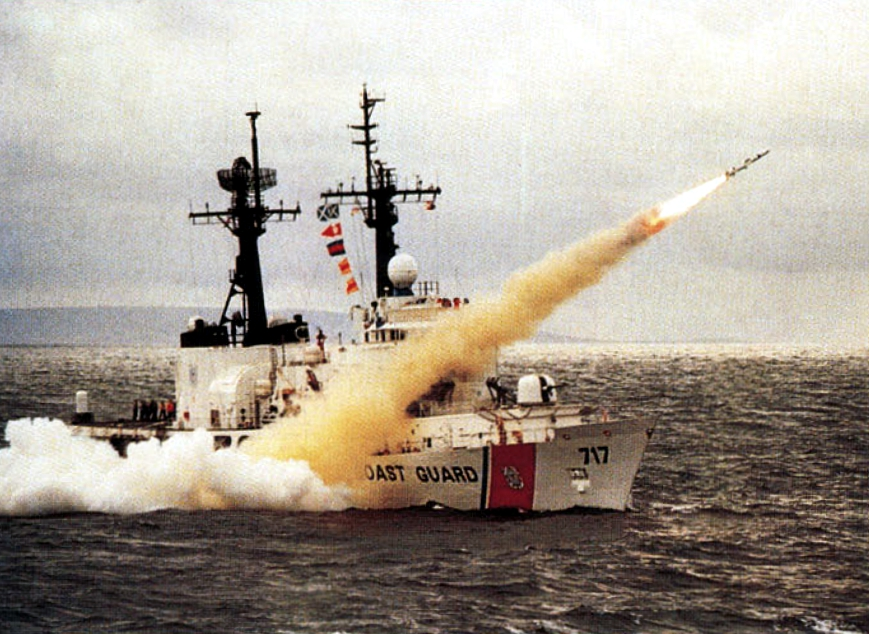
ハープーンSSMの発射試験（「メロン」）
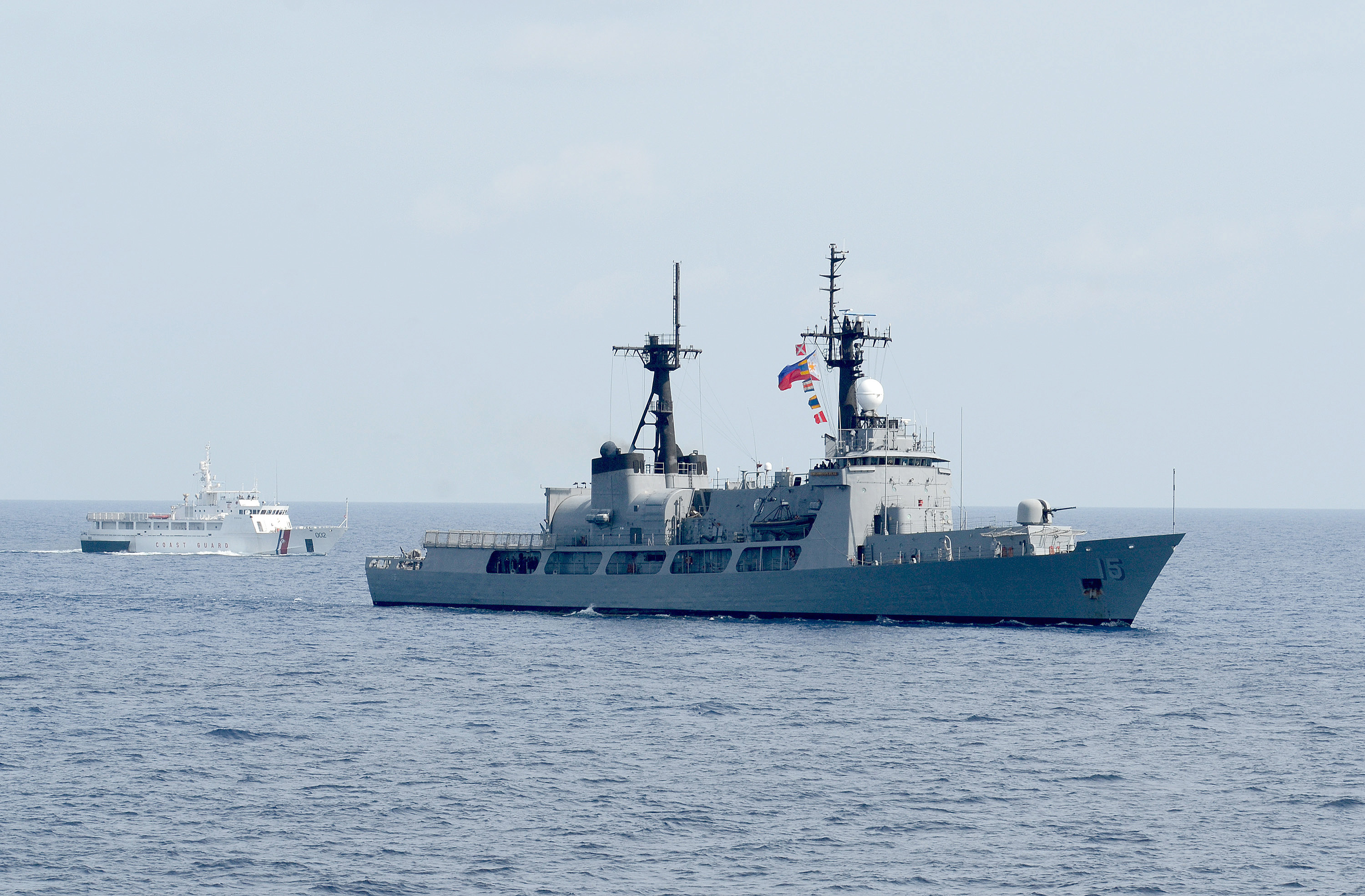
フィリピン海軍での再就役状態（「グレゴリオ・デル・ピラール」）
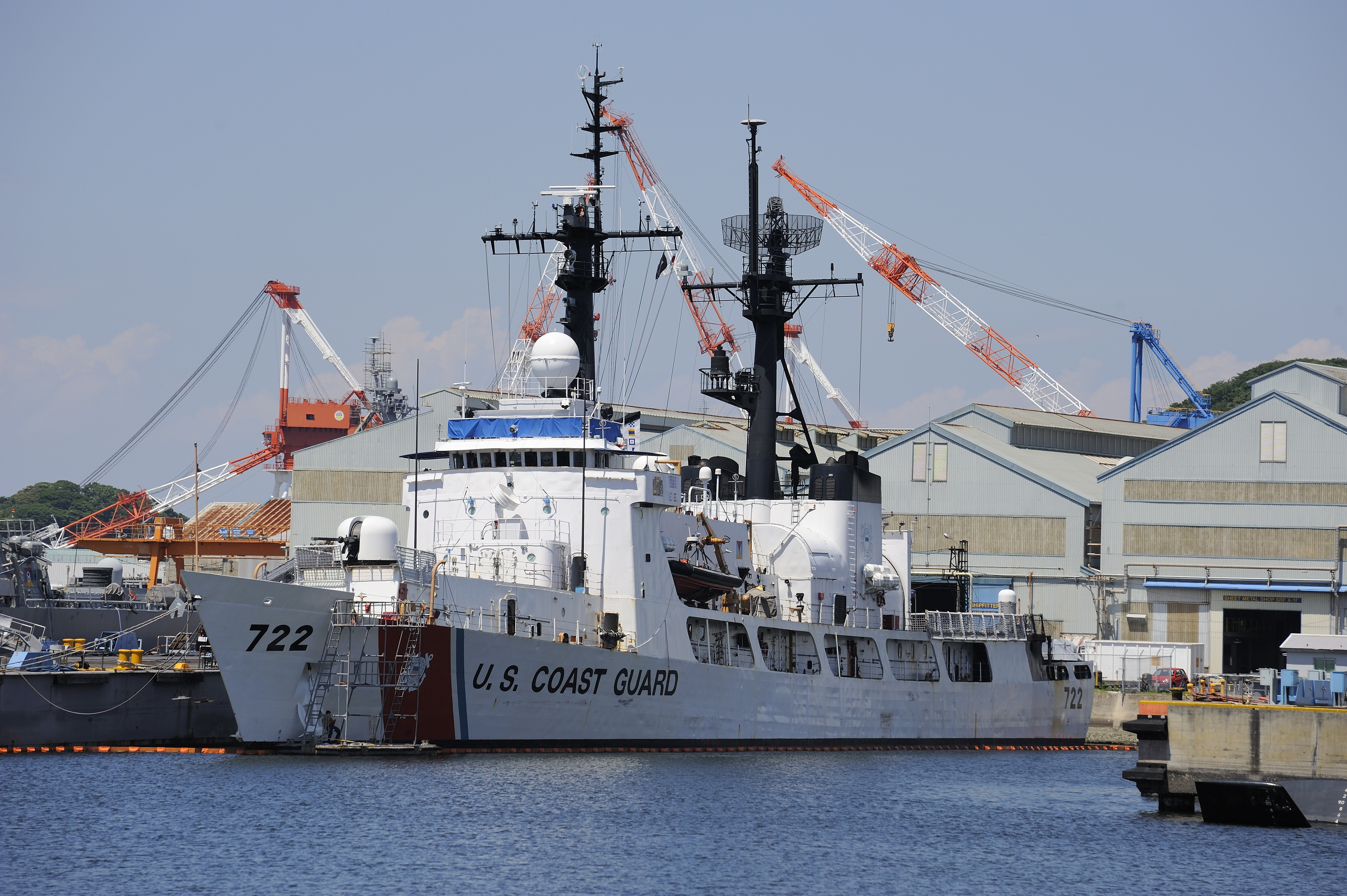
「モーゲンソー」（横須賀港で撮影）